# Cangkring (Tegowanu)
Cangkring is een bestuurslaag in het regentschap Grobogan van de provincie Midden-Java, Indonesië. Cangkring telt 1856 inwoners (volkstelling 2010).